# Gladys Zender
Gladys Rosa Zender Urbina (Lima, 19 de octubre de 1939) es una modelo peruana, ganadora del certamen de belleza internacional Miss Universo en 1957. Su fama fue amplia y rotunda, pues fue la primera hispanoamericana, latinoamericana y sudamericana en ganar el aludido título, así como es la persona más joven en ganarla, con tan solo 17 años de edad.

## Biografía
Gladys Zender nació en Miraflores (Lima), el 19 de octubre de 1939. Es hija del arquitecto  Eduardo Zender Honigman y de Rosa Urbina Di Negro. Tiene ascendencia suiza e italiana. Está casada con el político y economista Antonio Meier y es madre del actor y cantante Christian Meier.
Apenas tenía seis años de edad cuando fue proclamada como la niña más bella y mejor vestida, en un certamen del Club Lawn Tennis. Estudió en el prestigioso colegio de monjas alemanas para mujeres Santa Úrsula, ubicado en el  distrito de San Isidro, donde fue coronada como Reina de la Primavera del año 1949. Poco después, fue nombrada reina de las fiestas de carnaval en el distrito de Miraflores. Y finalmente, en 1957 fue elegida como Miss Perú para participar en el concurso de Miss Universo.

## Miss Universo
El concurso de Miss Universo se realizó en Long Beach, California. Gladys Zender quedó entre las cinco finalistas (entre las que estaban las señoritas de Brasil, Cuba, Inglaterra y Alemania) y ganó el certamen el 19 de julio de 1957. Se convirtió inmediatamente en una celebridad. Viajó a Nueva York, en donde abordó un vuelo en el Aeropuerto Idlewild (actual Aeropuerto JFK) que lo llevó de vuelta al Perú, arribando al aeropuerto de Limatambo (hoy Urb. Corpac) en Lima, el 10 de agosto de 1957, siendo recibida por unas 400 mil personas, que la acompañaron en su recorrido triunfal hasta la Plaza de Armas de Lima.
Su victoria no estuvo exenta de controversia. Después de ser coronada, se supo que ella tenía sólo 17 años de edad, pocos meses debajo de la edad mínima requerida por la organización. Se decide oficialmente, entonces, que ella debía permanecer con la corona porque en el Perú, una persona es considerada un año mayor si tiene más de seis meses sobre su edad actual, por ello, su triunfo también la consagró como la Miss Universo más joven de todos los tiempos, al obtener el título a la edad de tan solo 17 años.
Coincidentemente, ese mismo año, Leona Gage de los Estados Unidos, fue descalificada por la organización del certamen (perdiendo su corona de Miss USA), cuando se supo que estaba casada. La entonces Miss Argentina Mónica Lamas, la reemplazó en la semifinal.
Poco después, la revista Caretas, una de las revistas más populares del Perú, sacó en portada a Zender. Además, fue esa la primera portada a color de dicha revista.
Tal fue el impacto y el sentimiento de orgullo en su país de origen, que grandes compositores de música criolla escribieron temas dedicados a la belleza limeña. Los dos más conocidos fueron el Vals a Gladys Zender (Vale un Perú), de Nicolás Wetzel y la Polka a Gladys Zender (La más hermosa), de Alicia Maguiña. Ambos temas fueron interpretados y grabados por el trío Los Troveros Criollos, también en 1957.

## Después del Miss Universo
Tras su participación en el certamen internacional, se desempeñó brevemente en Radio 1160 como selectora de canciones para el programa Música para la mujer más bella del mundo. Posteriormente, incursionó en la joyería, cerámica, prácticas decorativas (madera) y la pintura.
A los 25 años, contrajo matrimonio con Antonio Meier en 1965, con quien tiene cuatro hijos. Su hijo, Christian Meier es un popular cantante y actor peruano, que ha alcanzado notoriedad en otros países de América.
En el 2003, Zender permitió a los fotógrafos de una conocida revista peruana, volver dentro de la casa de la familia Meier, mostrando varias de las cosas que la pareja ha adquirido a través de sus años juntos, incluyendo una colección de arte incaico.